# Hubert Bellis
Josse-Lambert (Hubert) Bellis (Brussel, 6 januari 1831 – Sint-Joost-ten-Node, 16 april 1902) was een Belgisch kunst- en decoratieschilder uit de 19de eeuw die voornamelijk bloemen en stillevens schilderde.

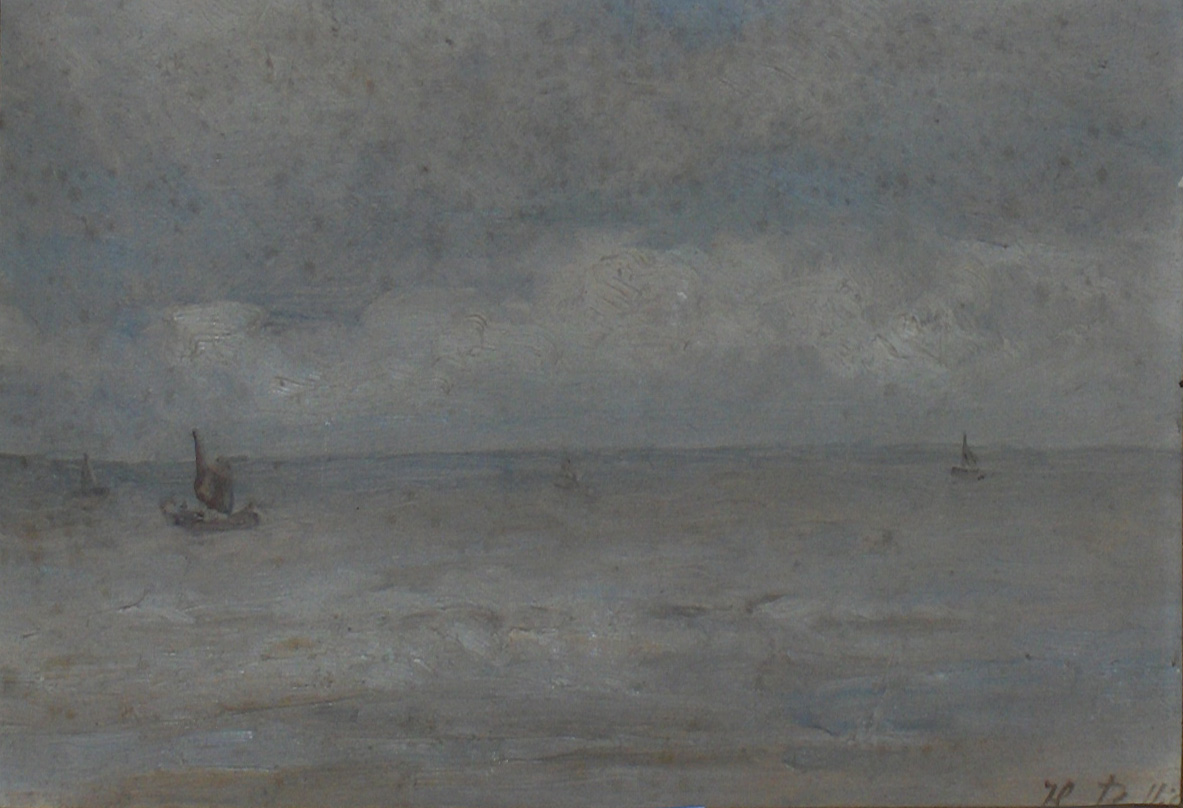
Marine

Hij werd geboren als zoon van Jean Lambert Bellis en Jeanne Marie Possé (of Gossé) en trouwde met Ernstine Josephine Haentjens.

## Levensloop
Bellis studeerde van 1846 tot 1857 aan de Koninklijke Academie voor Schone Kunsten in Brussel bij François-Joseph Navez; hij was ook leerling van Henri De Coene.
Bellis was in de eerste plaats decoratieschilder. Samen met zijn broer Charles-Louis Bellis stichtte hij in 1857 een zaak aan de Brandhoutkaai 31 in Brussel. Het jaar daarna kwam er een privéschool voor kunstschilders in-spe bij op de eerste verdieping van de decoratiezaak genaamd "L’Effort".

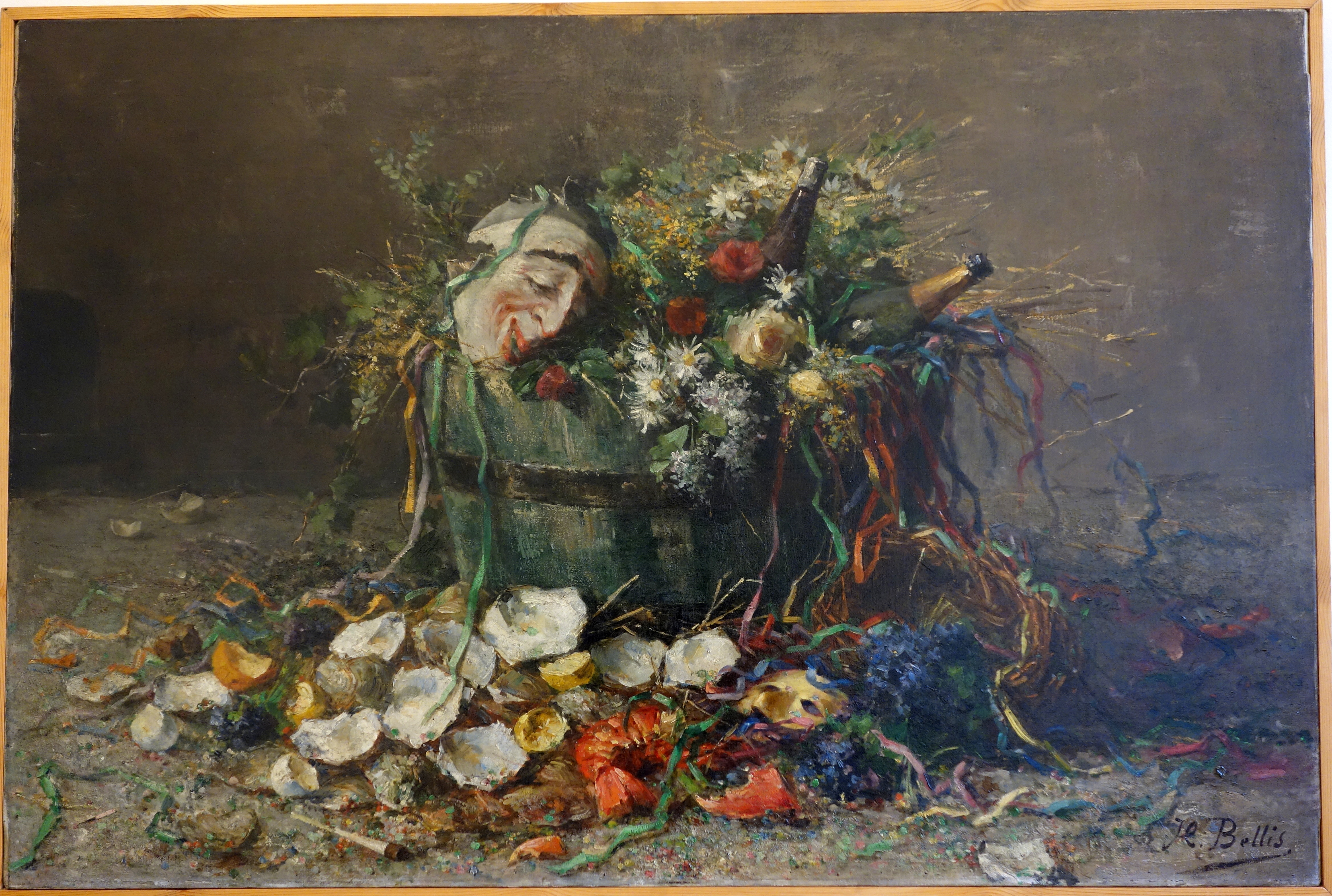
De dag na de carnaval

Guillaume Vogels, die later als kunstschilder vermaardheid verwierf, kwam in 1857 als decorateur in dienst. Hij werd leerling aan hun schilderschool, net als bv. Jean Degreef.
Bellis reisde veel in binnen- en buitenland in het kader van opdrachten die zijn atelier uitvoerde. In 1883 ondernam hij een ontspannings- en studiereis naar Amsterdam in het gezelschap van James Ensor en Guillaume Vogels.
Na 1875 kreeg hij bekendheid met zijn realistische stillevens en enkele portretten.
Zijn stillevens tonen bloemen, vruchten en veel schaaldieren. Zijn vroegste realisaties waren conventioneel. Naargelang zijn carrière vorderde, kwam hij los van de overladen gekunstelde composities en schilderde stillevens zonder opsmuk die hem een wijdere bekendheid gaven: rozen, geraniums of chrysanten in vuile bruine aarden potten, rozen, druiven, oesters en garnalen recht uit zee op eenvoudige schotels, of het afval van een carnavalsfeest.

## "La Chrysalide"
Hubert en Charles-Louis waren lid van “La Chrysalide”, een Brusselse kunstenaarsvereniging die veel jongeren groepeerde. Hubert nam deel aan de vier salons die deze kring inrichtte in 1876, 1877, 1878 en 1881.

## Trivia
- Bellis woonde laatst Van Dyckstraat 21 in Schaarbeek.
- Léon Mignon maakte een statuette met de beeltenis van Bellis
- Zijn broer Charles-Louis schilderde landschappen en marines. Hij vestigde zich in 1886 in Lissewege en later in Heist. Hij was medestichter van de "Cercle Artistique d’Ostende" in 1894.

## Musea en openbare verzamelingen
- Amiens, Musée de la Picardie
- Amsterdam, Stedelijk Museum
- Brussel, Koninklijke Musea voor Schone Kunsten van België : "Chrysanten"
- Brussel, Museum van Elsene
- Leuven, Stedelijk Museum Vander Kelen-Mertens
- Luik, Musée des Beaux-Arts
- Melbourne, National Gallery of Victoria
- Verviers, Musée Communal

- Brussel, Verz. van de Kamer van Volksvertegenwoordigers
- Schaarbeek, Gemeentelijke Verzameling

- Art Gallery of South Australia: 3511
- RKD-Nederlands Instituut voor Kunstgeschiedenis: 6274
- Union List of Artist Names: 500021058
- Virtual International Authority File: 95810964